# 木野山はるか
木野山 はるか（きのやま はるか、1994年6月2日 - ）は、日本のモデル、女優。
兵庫県尼崎市出身、奈良県奈良市で育つ。

## 来歴・人物
- 兵庫県尼崎市に長女として生まれる。小学校入学前に引っ越し、奈良県奈良市で育つ。
- 2016年5月10日 、木野山はるかとして活動開始

## 出演

### テレビ
- ドラマミステリーズ 〜カリスマ書店員が選ぶ珠玉の一冊〜「妻の女友達」 （フジテレビ、2017年4月22日） （主人公の部下役）
- 仮面ライダーゴースト (テレビ朝日 2016年6月18日) 第36話（エキストラ。オーディションの参加者）

### ドラマ
- グッドモーニング・コール our campus days (FOD) 第4話 （友達役）

### 映画
- キスできる餃子 (公式サイト 　2018年6月22日から公開)
- いぬやしき (公式サイト 　2018年4月20日から公開)  （犬屋敷麻理の同級生役）
- 南瓜とマヨネーズ (公式サイト 　2017年11月11日から公開)  （主人公の同僚役）
- 車輪の下 (アートむすび市 in いなげ 2016年9月24日)  （主人公の恋人　美月役）

### ＣＭ
- フレーベル館 (保育営業編 2017年3月から)  (保育士役）